# Индоевропеистика
Индоевропеи́стика — раздел лингвистики, исследующий живые и мёртвые индоевропейские языки. Индоевропеистика занимается выявлением общеиндоевропейских языковых явлений, проблемами классификации различных ветвей внутри семьи, ареальными контактами в рамках индоевропейских языков, реконструкцией индоевропейского праязыка, культуры и истории праиндоевропейцев.

## Методы
- Сравнительно-исторический метод
- Метод внутренней реконструкции
- Лексикостатистика

## История исследований
Описание отдельных индоевропейских языков начинается с санскрита (грамматика Панини), затем развиваются греческая и римская лингвистические традиции. Известно, что римляне осознавали сходства и различия между своим языком и греческим. Попытки классифицировать языки часты в средние века. Гуманист Юлий Цезарь Скалигер выделил основные группы европейских языков по принципу названия Бога в этих языках. В Возрождение и раннее новое время нередко пытаются объявить предком всех европейских языков либо один из известных древних языков (древнееврейский язык, латынь), либо живые языки (обычно язык той страны, откуда происходил учёный). Строгой методики сравнения языков не было, предлагались самые фантастические сближения, что вызывало, в частности, насмешки Вольтера («гласные не имеют значения, а согласными можно пренебречь»).
Предтечами индоевропеистики считаются Маркус ван Боксхом (1647) и Уильям Уоттон (1713), подошедшие к идее родства греческого, славянских, германских и романских языков, а также предложившие некоторые верные методологические принципы (например, игнорировать заимствования при сравнении языков).

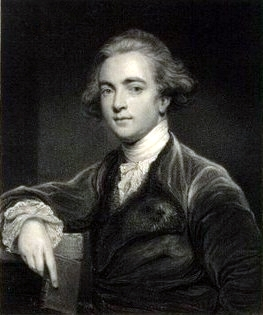
Уильям Джонс

Конец XVIII — начало XIX века ознаменовались бурным развитием сравнительно-исторического направления в языкознании. Родство языков, позднее названных индоевропейскими, стало очевидным после открытия санскрита — древнего священного языка Индии. Уильям Джонс установил, что в грамматических структурах и глагольных корнях, существующих в санскрите, латыни, греческом, готском языках, наблюдается строгое, систематическое сходство, причём количество сходных форм слишком велико, чтобы его можно было объяснить простым заимствованием. Его работу продолжил Ф. фон Шлегель, предложивший сам термин «сравнительная грамматика» в труде «О языке и мудрости индийцев» (1808), сравнивая между собой санскрит, персидский, греческий, немецкий и другие языки, развил теорию своего предшественника, постулируя необходимость особо внимательного отношения к сравнению глагольных спряжений и роли морфологии в «сравнительной грамматике».

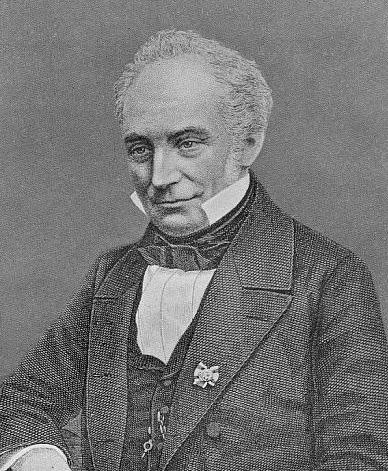
Франц Бопп

Ознакомление европейцев с санскритом и систематическое сопоставление его с древнегреческим, латинским и германскими языками позволили заложить основы сравнительного изучения индоевропейских языков. Важность санскрита для создания индоевропеистики заключалась в двух вещах: его архаичности и изученности в трудах древнеиндийских грамматиков. Первая научная сравнительная грамматика под названием «О системе спряжения санскритского языка в сравнении с системою спряжения греческого, латинского, персидского и германского языков, с приложением эпизодов из Рамаяны и Махабхараты в точном стихотворном переводе с подлинника и некоторых отрывков из Вед» была опубликована в 1816 году Францем Боппом.

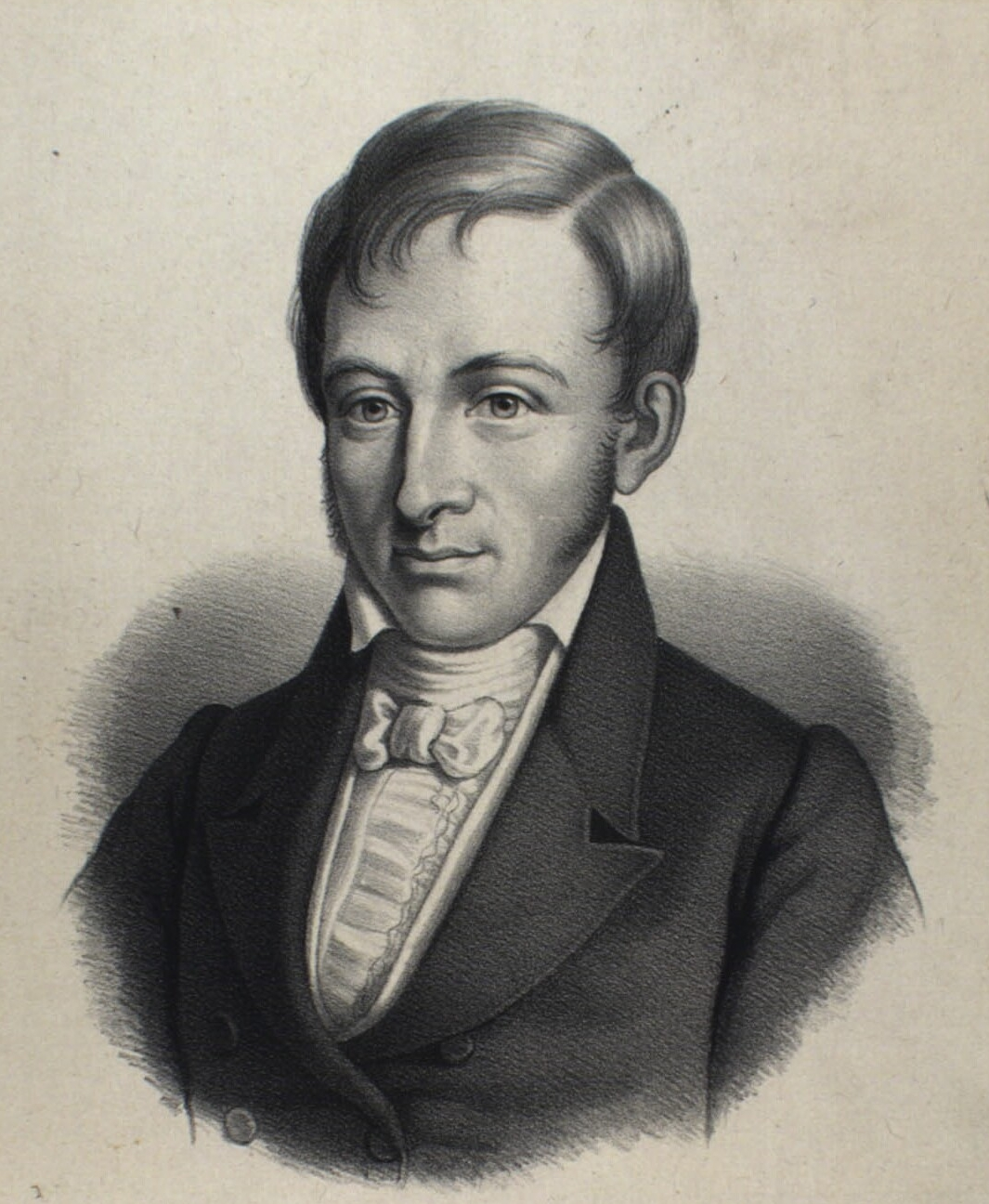
Расмус Раск

Независимо от Боппа и практически одновременно с ним Расмус Раск доказал родство германских языков с греческим, латынью, балтийскими и славянскими в книге «Разыскание о древнесеверном языке» (Undersögelse om det gamle Nordiske, написано в 1814 году, опубликовано в 1818).

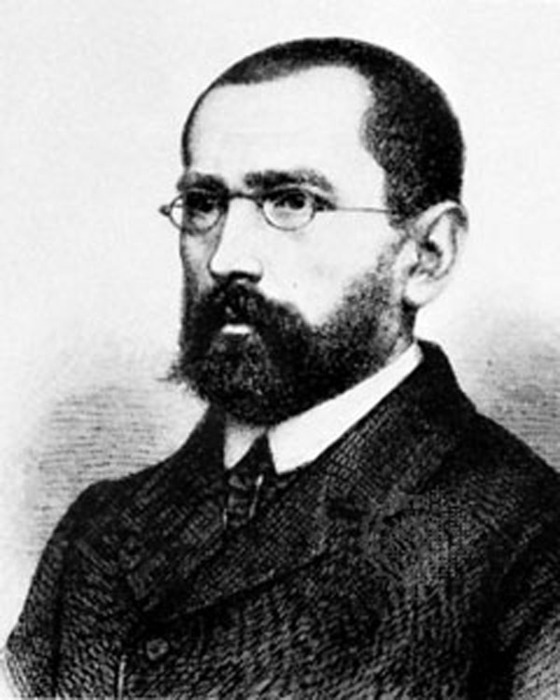
Август Шлейхер

Первым, кто предпринял масштабную реконструкцию праиндоевропейского языка, был Август Шлейхер, в 1861 году издавший труд «Компендиум сравнительной грамматики индогерманских языков. Краткий очерк фонетики и морфологии индогерманского праязыка, языков древнейиндийского, древнеэранского, древнегреческого, древнеиталийского, древнекельтского, древнеславянского, литовского и древненемецкого». Шлейхер также был первым учёным, который ввёл в оборот индоевропеистики данные литовского языка (в 1856 году была издана его грамматика литовского).
Уже в 1868 году появился первый этимологический словарь праиндоевропейского языка «Сравнительный словарь индогерманских языков» (нем. Vergleichendes Wörterbuch der indogermanischen Sprachen) Августа Фика.

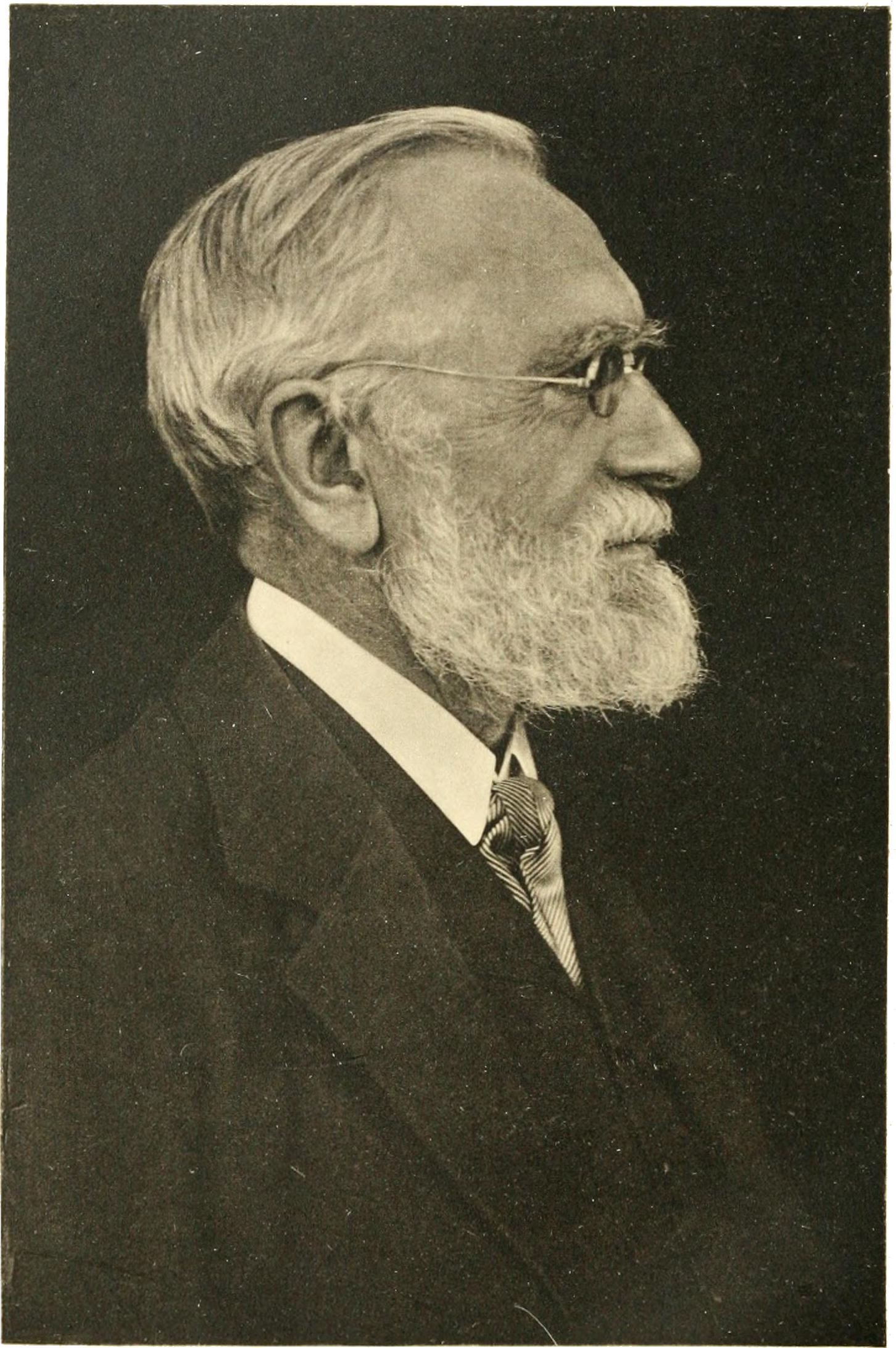
Август Лескин

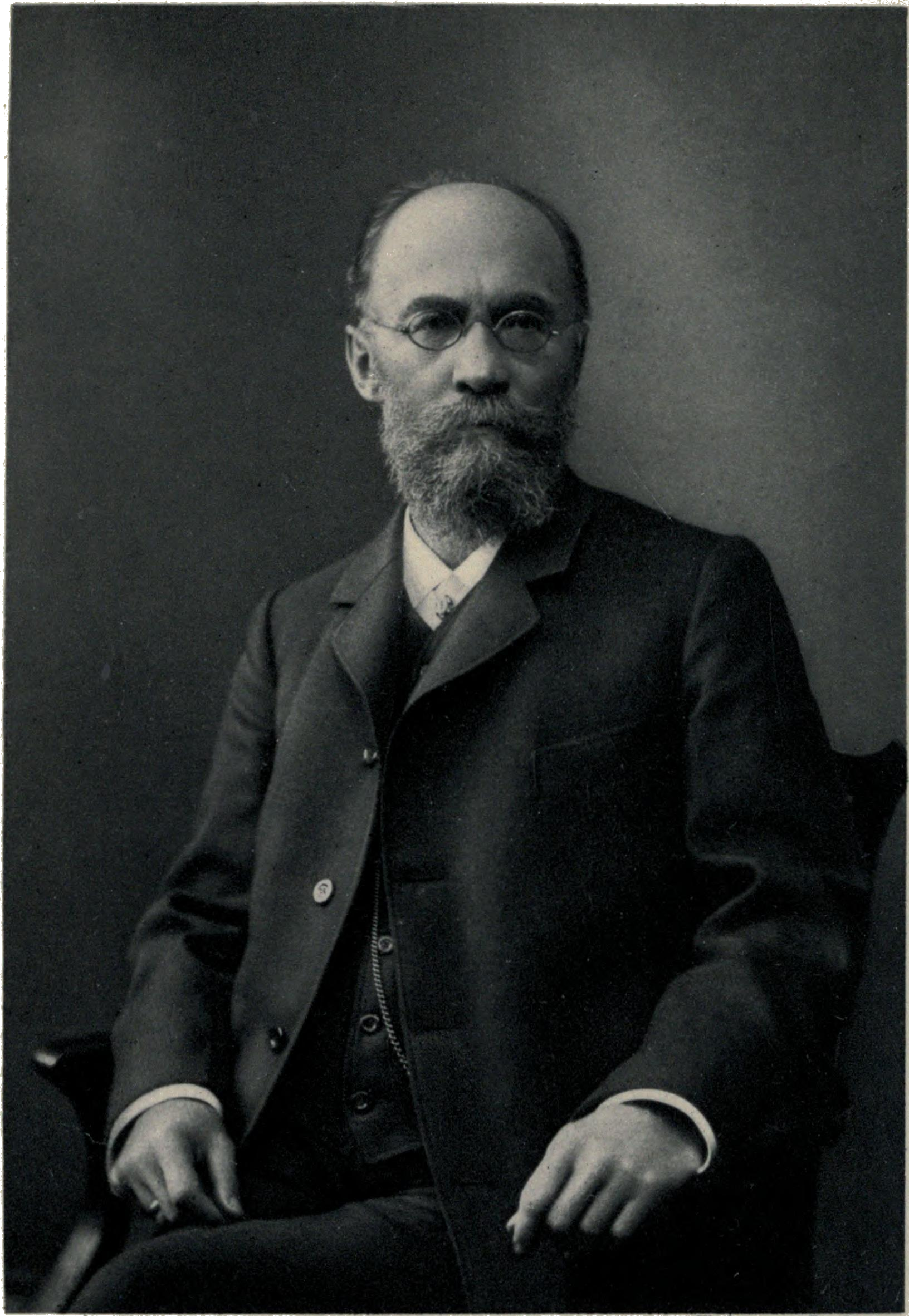
Бругман, Карл

В 1870-е гг. важнейшую роль в индоевропеистике стали играть так называемые младограмматики (нем. Junggrammatiker). Это прозвище им дали недоброжелатели, однако впоследствии оно утратило негативную окраску и закрепилось за данным направлением. К младограмматикам относятся А. Лескин, Г. Остхоф, К. Бругман, Г. Пауль и Б. Дельбрюк. Младограмматизм возник в Лейпцигском университете. Младограмматики считали важным учитывать данные не только письменных памятников древних языков, но и языков современных, в том числе сведения диалектов. Также младограмматики призывали не сосредотачиваться только на реконструкции праязыка, а уделять больше внимания истории языков в целом. Важным достижением младограмматизма является введение в науку строгого понятия фонетического закона, не знающего исключений и осуществляющегося механически, а не по воле говорящих. Кроме того, младограмматики ввели понятие изменения по аналогии, позволявшее объяснить многие мнимые исключения из фонетических законов.

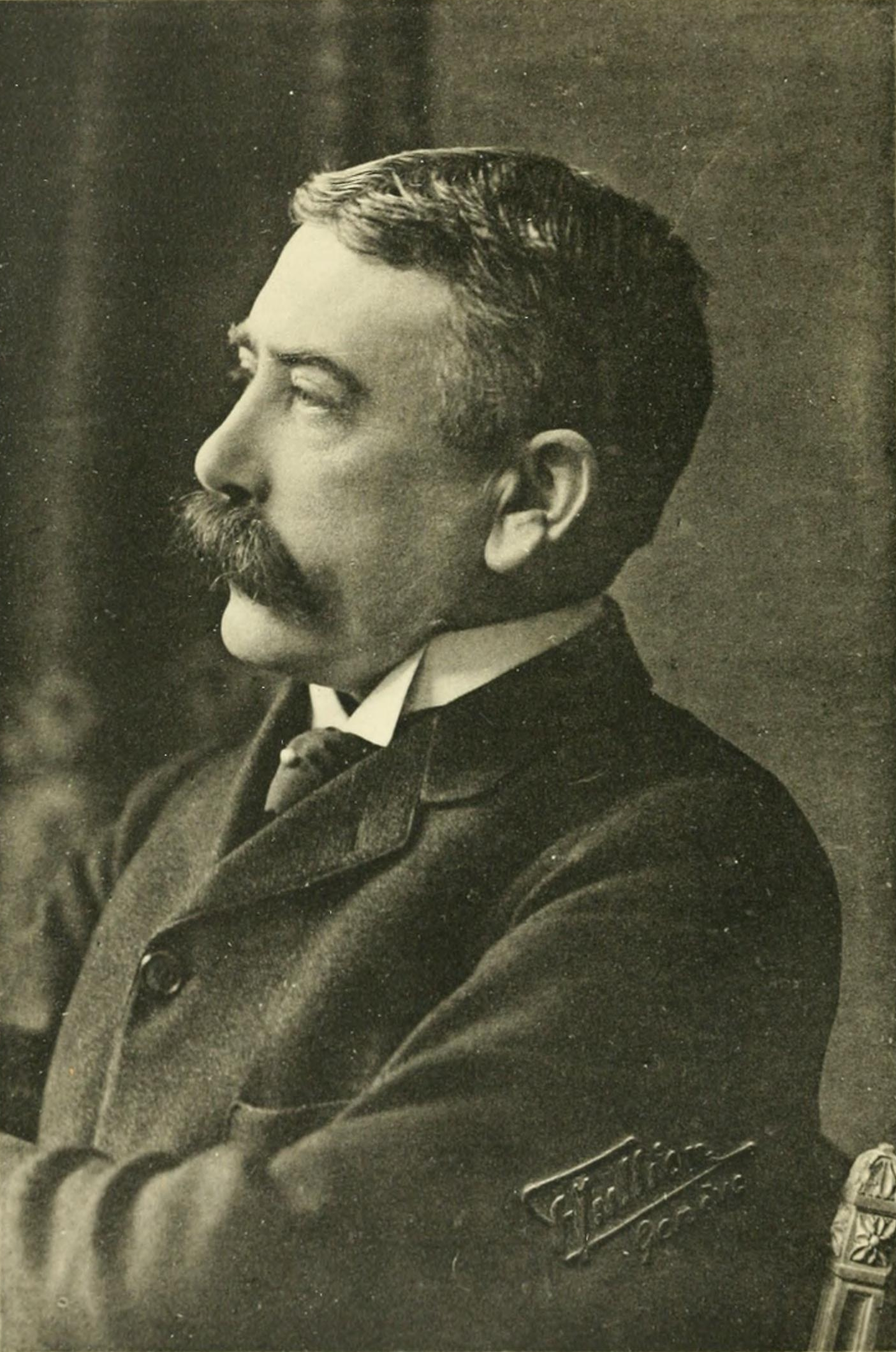
Фердинанд де Соссюр

Важной вехой в развитии индоевропеистики стала книга молодого швейцарского учёного Ф. де Соссюра «Мемуар о первоначальной системе гласных в индоевропейских языках» (фр. Mémoire sur le système primitif des voyelles dans les langues indo-européennes), написанная в 1878 г. и опубликованная годом позже. Используя метод внутренней реконструкции, де Соссюр выдвинул гипотезу о существовании в праиндоевропейском языке двух особых фонем, «сонантических коэффициентов», не сохранившихся в языках-потомках, и способных менять качество соседнего гласного. Подход де Соссюра, который уже нёс в себе черты структурализма, контрастировал с младограмматическим упором на отдельные языковые факты. Младограмматики не признали гипотезы де Соссюра, однако открытие в XX веке хеттского языка позволило Е. Куриловичу связать «сонантические коэффициенты» де Соссюра с хеттским звуком ḫ, подтвердив правильность выводов де Соссюра.
В начале XX века центр индоевропеистики переместился из Германии во Францию, что связано с деятельностью А. Мейе и Ж. Вандриеса, учеников Ф. де Соссюра. Деятельность Мейе подводит итог научным изысканием компаративистов XIX века, в то же время, Мейе привнёс в компаративистику немало нового. Он отказывается от примитивного шлейхеровского понимания праязыка как единого целого, указывая, что и праязык имел диалекты. Более того, Мейе считал, что праязык восстановить полноценно, что для компаративиста праязык должен быть в первую очередь абстрактным понятием, за которым стоит система соответствий между языками данного таксона.
Начиная с 1920-х гг. в оборот индоевропеистики активно вводятся данные анатолийских языков, серьёзно изменившие представления учёных о праиндоевропейском языке. Кроме того, в XX веке были расшифрованы микенский греческий и тохарские языки, некоторые данные были получены благодаря изучению среднеиранских языков и плохо сохранившихся митаннийского, иллирийского, мессапского, венетского, фракийского, дакского, фригийского и македонского.

Э. Бенвенист

Новый период в истории индоевропеистики ознаменовали работы Е. Куриловича и Э. Бенвениста, которые значительно больше, чем их предшественники, внимания стали уделять методу внутренней реконструкции.